# Schweizer Arbeiter-Feldhandballnationalmannschaft
Die Schweizer Arbeiter-Feldhandballnationalmannschaft vertrat den Schweizerischen Arbeiter-Turn- und Sportverband  bei Länderspielen und internationalen Turnieren.

## Arbeiterolympiade
Die Schweizer Handballnationalmannschaft gewann einmal die Arbeiterolympiade und nahm neben der belgischen Mannschaft als einzige an allen Turnieren teil.
| Jahr | Austragungsort                     | Teilnahme bis… | Ergebnis                    | Medaille              | Bemerkung                             |
| ---- | ---------------------------------- | -------------- | --------------------------- | --------------------- | ------------------------------------- |
| 1925 | Frankfurt am Main, Deutsches Reich | Schlußspiel    | Schweiz 2:4 Deutsches Reich | Silbermedaille        |                                       |
| 1931 | Wien, Österreich                   | Gruppenspiele  | Schweiz 2. Punkte           | Bronzemedaille        | Mit der polnischen Mannschaft geteilt |
| 1937 | Antwerpen, Belgien                 | Finale         | Schweiz 8:6 Niederlande     | Arbeiterolympiasieger |                                       |